# Необратимая электропорация (Нанонож)
Необратимая электропорация (нанонож) представляет собой метод абляции (разрушения) мягких тканей, использующий нетепловую энергию в виде коротких микросекундных импульсов локализованных электрических полей высокого напряжения. Воздействие такой энергии на клетку приводит к созданию в клеточной мембране постоянных  нанопор, и, как следствие, к нарушению клеточного гомеостаза, что в результате приводит к гибели клетки путем апоптоза, а не некроза, как в случаях применения тепловых или радиационных методов абляции. Продукты клеточного распада удаляются лимфатической системой и в результате макрофагальной реакции.
Областью применения необратимой электропорации являются опухоли, расположенные в труднодоступных местах (поджелудочная и предстательная железы, печень, почки и др.), где точность абляции и сохранение внеклеточного матрикса, кровотока,  нервов, протоков  приобретают первостепенное значение для сохранения функций органов и систем организма. Результаты многочисленных исследований подтверждают, что при проведении  процедуры необратимой электропорации не повреждаются стромальные структуры как внутри, так и вблизи зоны абляции, в том числе при воздействии на опухоли поджелудочной железы.
Устройством для проведения процедуры необратимой электропорации в медицинской практике является система NanoKnife (Нанонож) производства AngioDynamics, которая 24 октября 2011 года получила разрешение к использованию от Управления США по контролю за продуктами и лекарствами FDA по форме 510k (к102239). Изменения, связанные с усовершенствованием Системы NanoKnife, внесены в форму 510к и зарегистрированы FDA (к150089)  18 июня 2015 года.
Система  NanoKnife производства AngioDynamics, США зарегистрирована в РФ (РУ № РЗН 2014/1834) и соответствует требованиям ГОСТ-Р (Декларация соответствия РОСС US.ИМ28.Д01840 от 18.12.2014).

## Лечение рака поджелудочной железы Наноножом
Применение технологии необратимой электропорации (Наноножа) расширяет возможности оказания помощи в первую очередь пациентам с нерезектабельными аденокарциномами поджелудочной железы. Воздействие на опухоль происходит с помощью игольчатых электродов, которые располагаются определённым образом. Установка электродов Наноножа вокруг опухоли для проведения необратимой электропорации проходит под контролем интраоперационного ультразвукового сканера или компьютерного томографа, как в случае транскутанного доступа к поджелудочной железе, так и при открытом доступе, когда необратимая электропорация проводится в сочетании с гастропанкреатодуоденальной резекцией или без нее.
По данным  официального сетевого ресурса TrialBulletin.com, клинические исследования в разных стадиях по лечению различных типов и локализаций рака поджелудочной железы методом необратимой электропорации проводятся в четырех медицинских центрах: в Швеции, США, Нидерландах, КНР. Многообещающие результаты завершенного клинического  исследования по эффективности применения необратимой электропроации при нерезектабельной аденокарциноме  поджелудочной железы  опубликованы  в статье «Лечение 200 пациентов с местнораспространенной аденокарциномой поджелудочной железы (МРРПЖ) (III стадии) посредством необратимой электропорации: безопасность и эффективность» (Robert CG Martin с соавторами).  Данные исследования применения системы NanoKnife (Наноножа) проводились в отделениях радиологии Университетской Клиники и Онкологического центра имени Джеймса Грэма Брауна в Луисвилле, США. С июля 2010 по октябрь 2014 года пациенты с МРРПЖ III стадии (по данным рентгенографии) проходили лечение методом необратимой электопорации, а также мониторинг в ходе многоцентрового проспективного реестрового исследования, одобренного экспертными советами соответствующих медицинских учреждений. По данным этого исследования медиана выживаемости пациентов составила 28,3 месяца (необратимая электропорация + резекция, 50 пациентов) и 23,2 месяца (только необратимая электропорация, 150 пациентов). Продолжительность жизни пациентов  увеличилась в 2 и более раз по сравнению со статистическими данными медианы выживаемости пациентов без проведения необратимой электропорации.
После публикации Доктором Robert CG Martin  этих данных в 2014 году количество выполненных операций с применением Наноножа в США увеличилось. Сетевой ресурс здравоохранения Аллегейни, объединяющий государственные и частные учреждения здравоохранения в Западной Пенсильвании, США, предлагает пациентам региона при раке поджелудочной железы новую процедуру - необратимую электропорацию с использованием Наноножа. «Питтсбургский почтовый вестник» 31 мая 2016 года приводит слова первопроходца применения Наноножа при лечении рака поджелудочной железы доктора Robert CG Martin: «Нанонож был использован 500 раз для рака поджелудочной железы».
Подобные операции с применением Наноножа в России пока единичны. Необратимая электропорация в сочетании с гастропанкреатодуоденальной резекцией впервые была выполнена системой NanoKnife 30 июня 2016 года в РОНЦ им. Н. Н. Блохина.